# 约翰·亨特 (赛艇运动员)
约翰·亨特（英語：John Hunter，1943年11月8日—），新西兰男子赛艇运动员。他曾代表新西兰参加1968年和1972年夏季奥林匹克运动会赛艇比赛，其中1972年奥运会获得一枚金牌。